# Leviunguis bruckschi
Espèce
Leviunguis bruckschi est une espèce fossile d'araignées aranéomorphes de la famille des Leviunguidae.

## Distribution
Cette espèce a été découverte dans de l'ambre de Birmanie. Elle date du Crétacé.

## Description
Le mâle holotype mesure 1,0 mm.

## Étymologie
Cette espèce est nommée en l'honneur de Klaus-Peter Brucksch.

## Publication originale
- Wunderlich, 2012 : On the fossil spider (Araneae) fauna in Cretaceous ambers, with descriptions of new taxa from Myanmar (Burma) and Jordan, and on the relationships of the superfamily Leptonetoidea. Beiträge zur Araneologie, vol. 7, p. 157–232 (en).